# Mezinárodní den boje proti násilí na ženách
Mezinárodní den boje proti násilí na ženách připadá každoročně na 25. listopadu. Valné shromáždění OSN vyhlásilo tento den ve své rezoluci 54/134. Cílem tohoto dne je zvýšit celosvětové povědomí o tom, že ženy jsou vystaveny znásilňování, domácímu násilí a dalším formám násilí. Jedním z cílů je také upozornit na to, že rozsah a skutečná povaha tohoto problému jsou často skryté. 
OSN a Meziparlamentní unie vyzvaly vlády, mezinárodní organizace a nevládní organizace, aby organizovaly aktivity na podporu tohoto dne jako mezinárodního svátku. Například organizace UN Women (subjekt OSN pro rovnost žen a mužů a posílení postavení žen) tento den každoročně připomíná a nabízí návrhy na jeho připomínání dalším organizacím. 

## Historie
Historicky se toto datum odvíjí od data vraždy tří sester Mirabalových, politických aktivistek v Dominikánské republice, v roce 1960; vraždy nařídil dominikánský diktátor Rafael Trujillo (1930–1961). V roce 1981 vyhlásily aktivistky na latinskoamerickém a karibském feministickém setkání Encuentros 25. listopad jako den boje proti násilí na ženách a širšího povědomí o něm; 7. února 2000 získalo toto datum oficiální rezoluci Organizace spojených národů (OSN).